# Musić
Musić is een plaats in de gemeente Levanjska Varoš in de Kroatische provincie Osijek-Baranja. De plaats telt 104 inwoners (2001).